# سد شاردارا
سد شاردارا (بالكازاخستانية: Shardara) وهو سد ترابي على نهر سير داريا في منطقة شاردارا، كازاخستان. يحتوي السد على محطة طاقة كهرومائية مرتبطة به بقوة 100 ميغاوات تسمى محطة الطاقة الكهرومائية شاردارا.

## التاريخ
تم بناء السد بين عامي 1964 و1968 في عهد جمهورية كازاخستان الاشتراكية السوفيتية. وكان الغرض الأساسي منه هو الري. ويخضع السد لإعادة تأهيل هيكلي، ويجري حاليًا التخطيط لتحديث محطة الطاقة. ومن المقرر ترقية مولدات التوربين الأربعة من نوع كابلان التي تبلغ قدرتها 25 ميغاوات في محطة الطاقة إلى 31.5 ميغاوات لكل منها.

## الخزان
تبلغ سعة التخزين القصوى للخزان الذي تم إنشاؤه بواسطة السد 5,700,000,000 متر مكعب (4,600,000 فدان قدم) ومساحة سطحية تبلغ 900 كيلومتر مربع (350 ميل مربع). وهو يوفر المياه لقناة كيزيل-كوم لري المحاصيل. 